# Verbania Sportiva
La Verbania Sportiva fu una società calcistica di Verbania, all'epoca in provincia di Novara.

## Storia
Fondata nel 1932 come Unione Sportiva Verbania con colori sociali bianco-neri e sede di gioco il Campo Sportivo del Littorio di Pallanza (all'epoca comune autonomo), alternò inizialmente periodi di inattività ad altri di militanza in categorie regionali o strettamente locali. Dopo aver cambiato due volte nome, diventando nel 1936 Associazione Calcio Intra e nel 1939 (anno di istituzione del comune di Verbania) Verbania Sportiva, cessò le attività durante la seconda guerra mondiale. 
Ricostituitasi con ragione sociale Verbania Sportiva nel 1945, nella stagione 1945-1946 si iscrisse al campionato di Prima Divisione, vincendolo e accedendo alla qualifica interregionale per il passaggio di categoria, ove perse la finale contro la Rivarolese, salvo poi essere comunque ammesso alla categoria superiore per l'annata 1946-47.
Dopo due stagioni di militanza in terza serie, nel 1948 la restaurazione dell'originaria piramide del calcio italiano voluta dal presidente federale Ottorino Barassi portò la Verbania Sportiva ad essere retrocessa nella nuova Promozione; nel successivo decennio il club continuò a giocare a livello dilettantistico, per poi fondersi nel 1959 con la Società Sportiva Libertas Pallanza e andare a costituire la Nuova Società Sportiva Verbania Calcio.

## Allenatori e presidenti
| Allenatori - 1932-... Grassi - 1945-1946 Giovanni Zanni - 1946-1947 Ettore Reynaudi - 1947-1948 Luigi Banchero - 1948-1949 Giovanni Zanni (1ª-13ª) Panighini (14ª-30ª) - 1949-1950 Pierino Manfredda - 1950-1954 Piero Castello - 1954-1955 Luigi Tricarico - 1955-1956 Luigi Tricarico (1ª-16ª) Oreste Barale (17ª-34ª) - 1956-1957 Oreste Barale - 1957-1958 Gianni D'Agostino - 1958-1959 Ferruccio Azzarini | Presidenti - 1932-1945 ... - 1945-1949 Angelo Galimberti - 1949-1954 Giovanni Panizza - 1954-1957 Pietro Cattaneo - 1957-1959 Gianni Meierhofer |

## Palmarès

### Competizioni regionali
- Promozione: 1

1951-1952 (girone E)
- Prima Divisione: 1

1945-1946

### Altri piazzamenti
- IV Serie:

Secondo posto: 1952-1953 (girone A)
- Promozione:

Secondo posto: 1950-1951 (girone E)

## Statistiche

### Partecipazioni ai campionati
Campionati nazionali
| Livello | Categoria                           | Partecipazioni | Debutto   | Ultima stagione | Totale |
| ------- | ----------------------------------- | -------------- | --------- | --------------- | ------ |
| 3º      | Serie C                             | 2              | 1946-1947 | 1947-1948       | 2      |
| 4º      | Promozione                          | 4              | 1948-1949 | 1951-1952       | 9      |
| 4º      | IV Serie                            | 5              | 1952-1953 | 1956-1957       | 9      |
| 5º      | Campionato Interregionale - 2ª Cat. | 1              | 1957-1958 | 1957-1958       | 1      |